# 肥塚酒造
肥塚酒造（こえづかしゅぞう）はかつて日本に存在した酒造会社である。

## 歴史
1854年（安政元年）長崎で創業。明治期に堺、戦後には灘へ蔵を移転したとされる。清酒『都菊』の銘柄がある。御影郷の木造蔵として君臨し続けたが1978年（昭和53年）剣菱酒造に吸収合併された。 1995年の阪神・淡路大震災で被災し、その後廃業した。

## その他
特筆すべき点として神戸百景を描いた川西英の作品に蔵前の様子が描かれている。